# 日本基督教団洛陽教会
日本基督教団 洛陽教会（にほんきりすときょうだん らくようきょうかい）は、京都府京都市上京区にある、日本基督教団の教会。

## 歴史
1890年5月18日、日本組合基督教会に加盟する教会として発足。
1941年6月24日、プロテスタント系教派が「合同」して日本基督教団が発足すると、その所属教会となった。
現在の教会堂は、1988年9月に献堂された三代目のものである。設計はヴォーリズ建築設計事務所。

## 所在地
- 京都府京都市上京区寺町通荒神口下る松蔭町141-2